# کربی ملزرد
کربی مَلزرد (به انگلیسی: Kirkby Malzeard؛ تلفظ: ‎/ˈkɜːrbɪ ˈmælzərd/‎) یک روستا و محله مدنی در بریتانیا است که در یورک‌شر شمالی واقع شده‌است.
کربی ملزرد ۸۳۷ نفر جمعیت دارد.